# Microhyla fissipes
Microhyla fissipes là một loài ếch trong họ Microhylidae, chúng phân bố tại Đông Á và Đông Nam Á.